# (720) Bohlinia
(720) Bohlinia – planetoida z grupy pasa głównego asteroid.

## Odkrycie
Została odkryta 18 października 1911 roku w Landessternwarte Heidelberg-Königstuhl w Heidelbergu przez Franza Kaisera. Nazwa planetoidy została nadana z okazji 65 urodzin szwedzkiego astronoma Karla Petrusa Theodora Bohlina (1860–1939). Przed nadaniem nazwy planetoida nosiła oznaczenie tymczasowe (720) 1911 MW.

## Orbita
(720) Bohlinia okrąża Słońce w ciągu 4 lat i 334 dni w średniej odległości 2,89 au. Planetoida należy do rodziny planetoidy Koronis.